# NGC 1233
NGC 1233 este o galaxie spirală situată în constelația Perseu. A fost descoperită în 10 decembrie 1871 de către Lewis A. Swift. Se află la o distanță de 65,46 de megaparseci de Pământ.